# Project758
project758（プロジェクトナナゴウハチ）とは、文部科学省の拠点創出事業採択のもと、名古屋市と名古屋学院大学が行っている名古屋の魅力を発信する取組みである。

## 概要
project758は、名古屋学院大学商学部において、アクティブラーニングの手法を取り入れ、地域資源のリサーチ、選定から、キャラクタ創出及びキャラクタを用いたコンテンツ展開までを一貫して行う実践型のリアルプロジェクトである。不定期に放送されているニコニコ生放送の番組内において、各キャラクタのモチーフ元の紹介やキャラクタ創作の過程、また声優のオーディションを行っている。
また、2017年1月からは、ラジオ関西・ニコニコ生放送公式にて同プロジェクトのキャラクタ羽二重きよめがパーソナリティを務めるという設定で「project758 presents 小澤亜李 元気のでるラジオ!!」が開始された。

## キャラクタ
以下は、プロジェクトで創出されたキャラクタである。
キャラクタは基本的に名古屋の名所・施設・老舗企業などをモチーフにproject758のニコニコの生放送中に大喜利の形で設定が練られ、そののち、キャスティングが行われる。現在では、17体のキャラクタが創出され、それぞれに声優が充てられている。

### 陵やまと
陵やまと（みささぎ やまと）
声 - 長縄まりあ
所属　758学園　高等部2年A組 17歳、身長：152cm
758学園高等部2年A組所属。頑張り屋さんの2Aクラス委員長で、ちょっと抜けて所もあるが、そこも含めて、みんなから愛されるキャラ。
ただクラス委員会の議事は副委員長の車塚みよが取り仕切ってくれるので、本人は特段何もしていない。
所属してはいないが、生徒会室にたむろしていたり、お菓子が目的で白鳥しおりについていて茶道部に所属していたり、りつたちの音楽ユニット「少年ミリオン」にゲストボーカルで参加したりと、神出鬼没でどこにでも存在している。
賃貸住まいで、大家さんの尾張さんにはしょっちゅう家賃を滞納して怒られている。
無類のネコ好きで、近所にもたくさん住ついていることから猫成分に困ることはない。
モチーフ:白鳥古墳
白鳥公園隣接の古墳、「白鳥御陵」。白鳥となったヤマトタケルが降り立った場所と伝承されてきたが、実際は尾張氏の墓と考えられている。

### 白鳥ユリ
白鳥ユリ（しろとり ゆり）
声 - 高橋美佳子
所属　758学園　高等部2年A組 17歳、身長176cm
白鳥ユリは758学園高等部2年A組所属、部活動は馬術部で愛馬の名前はスフォルツァ。
全国大会の常連
白鳥公園一帯を含めた白鳥リゾートグループの総帥の長女。白鳥しおりは母親違いの三女、妹にあたる。
莱まひつは学園マドンナの人気を二分しておりなにかとライバル関係のように言われるが、本人達は意識していない。
その人気もあり、奔放な性格で学園の生徒はあまねくLOVEというスタンスで、そのことについてはよくしおりからお小言を言われている。
一方、ユリはしおりが自分に依存している点を少し心配している。
紅茶が好きでよく会議場ラウンジ「ユリ」にたむろしている。
モチーフ:名古屋国際会議場
平成元年の名古屋市政100周年記念「世界デザイン博覧会」において建設・設置された白鳥センチュリープラザの現在形。大規模多目的ホール。

### 白鳥しおり
白鳥しおり（しろとり しおり）
声 - 佐倉綾音
所属　758学園　高等部2年A組 17歳、身長164cm
白鳥しおりは758学園高等部2年A組所属で、白鳥庭園に住んでいる。部活動は作動部。白鳥グループ総帥三女、白鳥ユリとは母親違いの姉にあたる。
やまととはユリとともに幼少期からの幼馴染で、幼稚園から高校まで一緒。
草花、小動物と触れ合う時間を大切にしており、庭いじりが趣味。
抹茶が好きでよく庭園の「汐入亭」にたむろしている。
純真無垢、おっとりで引っ込み思案だが、姉に対する思いはいちずでその思いは強い。
しかし姉が奔放な性格でなにかと独占できないため、いつもやきもきしている。
また、同じ白鳥グループの敷地内でもユリは国際会議場側、しおりは白鳥庭園側にと、姉妹であっても住まいが異なるから姉妹電話での会話が欠かせない。
怒らせると手が付けられなくなる一面も。
モチーフ:白鳥庭園
世界デザイン博の際に白鳥公園の中の「日本庭園」として本格的に整備された。都市公園内の庭園として、東海地方随一の規模を誇る。

### 莱まひつ
莱まひつ（あかざ まひつ）
声 - 洲崎綾
所属　758学園　高等部2年A組 17歳、身長166cm
莱まひつは758学園高等部2年A組、生徒会では生徒会長を務めている。
名古屋が誇るひつまぶしの老舗、蓬莱軒の看板娘。成績では学年トップクラスの優秀さを誇り同学年や後輩からの信頼は強く、白鳥ユリとは学園での人気を二分するマドンナ的存在。　
性格的に少しツンなところもあるが、いつもドタバタしてバラエティに溢れる2Aの面々に対しては完全にツッコミ。
クラスでも生徒会でも責任感がとても強い行動と言動で定評がある。
同じく2Aのメンバーである、妙香園が実家の水流園妙、宮きしめんが実家の宮小路平子、きよめ餅が実家の羽二重きよめ、亀屋芳広が実家の亀芳・パリブレスト・りつとは熱田の地元をともにする老舗の幼馴染たちということもあり、昔から学校が同じで仲良しグループであると同時に、現生徒会を構成するメンバーである。
あまり知られていないが、巻き髪のこだわりが強く、その日の巻き髪の巻け具合でテンションが大きく変わる。
身体が柔軟で、うなじがきれい。
モチーフ:あつた蓬莱軒
明治6年、熱田の宮宿に料亭として創業。お櫃での出前や、鰻とご飯をまぶして提供するなどの改善の中で、「ひつまぶし」という食べ方が考案された。

### 水流園妙
水流園妙（つるぞの たえ）
声 - 中原麻衣
所属　758学園　高等部2年A組 17歳、身長162cm
水流園妙は758学園高等部2年A組所属、生徒会では書記を担当。茶道部に所属しており、実家の老舗茶屋「妙香園」ではお客さんからの人気も高い看板娘。
また、日本茶が好きなユリやしおりの家にお茶を届けている。
まじめで何事も堅実にこなすことからも仲間うちではお姉さんキャラクタで、おっとりと、みんなの話をあら～うふふ、と聞いている感じだが、時折、ニコニコしながら毒舌でもっともなところをついて周りが凍り付く場面も。
なので誰もが妙の事だけは敵に回したくないと思っている。　
2Aの中では比較的、恋愛の経験を重ねているようで、時々周りの女子トークに、遠い目で酸いも甘いもかみしめたようなコメントをしたりする。
眼鏡を外し、髪をほどいた姿は、パッと見では別人と見間違うほど印象がかわる。
渋いセンス、相撲好き。
モチーフ:妙香園
大正5年創業、老舗のお茶屋さんで、市内に複数の店舗を展開。茶葉の販売の他、ペットボトルのほうじ茶などの人気商品も。妙香園ビルには画廊などもある。

### 宮野わたり
宮野わたり（みやの わたり）
声 - 佳村はるか
所属　758学園　高等部2年A組 17歳、身長174cm
宮野わたりは758学園高等部2年A組所属。何かにつけて、幸の薄いキャラクタだが、本人は全く気にしておらず、ノリが良く、性格も快活でサバサバしている。
ただ情には厚く、涙もろい一面も。　実家で祖母が貸しボート屋を営んでおり、その手伝いから、なかなか部活に所属できないでいることが悩みの種。　
758学園で出会った高倉聖とはとても気が合い、お互いに正義感が強いことから、地元の治安維持の活動を行っていたりもする（一方、まひつ達からは2人組はトラブルメーカーと捉えられている）。
海や船、魚に関する知識が豊富で魚がつく漢字はどんなに難しくても読む事ができる。
モチーフ:宮の渡し
江戸時代、東海道五十三次の宮宿（熱田）から桑名宿（三重県）までを繋ぐ東海道唯一の海路が定められ、この宮宿側の渡し舟場後が現在、宮の渡しと呼ばれている。

### 亀芳・パリブレスト・りつ
亀芳・パリブレスト・りつ（かめよし・ぱりぶれすと・りつ）
声 - 松田利冴
所属　758学園　高等部2年A組 17歳、身長170cm
亀芳・パリブレスト・りつは758学園高等部2年A組、生徒会で役職は会計。
フランス人とのハーフ。
性格は明るく、流行に敏感な女子会の幹事タイプ。テイーン誌の読者モデルをしており、同世代のファンも多い.
業界慣れしていそうな雰囲気だが、本人自身は女子トークを恥ずかしがるようなウブな一面も持っている。　
完全無欠なタイプに見えるが、足が遅いのが若干のコンプレックス。
また、「おかん」的なところがあり、特にお金には細かく、生徒会では会計として1円単位で書類をチェックするため各部活からも恐れられている。
双子の妹を溺愛しているが、現在パリに留学しており滅多に会えない。
幼馴染の平子、きよめとは、音楽ユニット「少年ミリオン」を結成している。

### 亀芳・フイナンシェ・あんな
亀芳・フィナンシェ・あんな（かめよし・ふぃなんしぇ・あんな）
声 - 松田颯水
所属　758学園　高等部2年A組 17歳、身長170cm
りつの双子の妹
フランス人とのハーフ
フランスに留学中　
モチーフ:亀屋芳広
名古屋市内を中心に16店舗を展開する、1949年創業の、和・洋菓子メーカー。熱田区に残る史跡を和菓子で表す「史跡銘菓シリーズ」などを展開している。

### 宮小路平子
宮小路平子（みやこうじ ひらこ）
声 - 大西沙織
所属　758学園　高等部2年A組 17歳、身長160cm
宮小路平子は758学園高等部2年A組、まひつ達と同じく生徒会所属だが、役職はよくわかっていない。
物事を客観視し沈着冷静に振る舞うタイプだが、時として誰よりもあつくなるような激情家な一面も。
と思ったら、不意に空気を読まない駄洒落を言って周囲を困らせたりもする。
めんくい。
いわゆる「中2」をこじらせた感じの高校生で、クラスメイトの皆を守って戦っている妄想をしている。
その世界では自分は宮小路家の生き残りで、18歳になったら覚醒するが、覚醒できなければ死ぬ運命にある…という設定を思い描いている。
母から形見に授かった呪文を唱えると力を発揮する、と言っているが、母は健在である。
左目は髪で隠しているが、カラコンをつけて、わざと大きなモーションで振り向くことでちらっとオッドアイらしき一面を演出してみたり、左手の包帯の内側には、目のタトゥー（ただしシール）を貼っていたりと、誰かに気付いてほしい設定を随所に施しているが、誰も気づいてくれず、しかし自分から言ったら負けだと思い、毎夜、いかにみんなに気付いてもらえる自然なそぶりをするか、考察を繰り返している。
ただこの道に迷い込んだきっかけは漫画やアニメではなくビジュアル系バンドで、自宅で誰に見せるでもなく練習し続けてベースはかなりの腕。
無口というほどではないが積極的にしゃべるわけでもなく、急に思いついたギャグを言うので周りはついていけずよく滑っている。
りつ、きよめと音楽ユニット「少年ミリオン」を展開している。
モチーフ:宮きしめん
熱田神宮より「宮」の名前を授かり、「宮きしめん」として大正12年に創業。熱田神宮の境内にも店舗があり、参拝の際に立ち寄ることができる。

### 羽二重きよめ
羽二重きよめ（はぶたえ きよめ）
声 - 小澤亜李
所属　758学園　高等部2年A組 17歳、身長156cm
羽二重きよめは758学園高等部2年A組所属、生徒会では、副会長を務める頑張り屋さん。
天然・小動物タイプに見られがちだが、クラスの破天荒な面々に冷静な視点でモノを言う、まひつとも違ったツッコミタイプ。
ゆえに人の気持ちがわかり、グループでは常に答えを探している一方で、その気遣いぶりが時として、「あざとい」人物に見られがち。でも本人は精一杯協調性を優先している。
お風呂が大好き、お風呂に一緒に入ることが友達の始まりで、昔馴染みの面々とはよく銭湯に行っている。
りつ、平子と音楽ユニット「少年ミリオン」を結成、音楽活動を行っている。
モチーフ:きよめ餅
天明五年頃に設けられた「きよめ茶屋」。熱田神宮を参拝する人々に茶屋にちなみ「きよめ餅」を売り出した処、評判が広がり、参宮土産や贈答品の定番となった。

### 高蔵聖
高蔵聖（たかくら ひじり）
声 - 本渡楓
所属　758学園　高等部2年A組 17歳、身長164cm
わたりと同じく快活な性格。
名古屋学園高等部の伝統ある野球部(のマネージャー)に憧れて入学を志すも、野球部はすでに廃部になっており、この野球部を復活させるべく奮闘している。
しかし部員(候補)は自分も含め9名ぎりぎり、練習環境もなく、学内調整に翻弄され本人も中々、練習に参加できない現状にある。
宮野わたりとは熱田の平和を守るべく、新鮮組を結成し活動中。
モチーフ:熱田球場
「熱田球場」の名前で広く知られている熱田神宮公園野球場。長い間、高校野球のメッカとして愛知県高校野球大会の開会式や決勝戦が行われてきた天然芝のグランド。

### 車塚みよ
車塚みよ（くるまづか みよ）
声 -   嶺内ともみ → 武田羅梨沙多胡
所属　758学園　高等部2年A組　クラス副委員長。 17歳、身長160cm
やまとが大好きで、やまとに一途。
親同士の仲がよく、将来は結婚ね、などといわれて育った。
やまとが好きなものは何でも好き。しかし、やまとが大好きな猫だけは苦手。
やまととは、幼稚園・小学校が同じで、中学は私立に通ったため別々で悲しい思いをした。
やまとと中学でも幼なじみだった、ユリ・しおりの事をライバル視していて、二人のことを白鳥姉（あね）・白鳥妹（いもうと）と呼ぶ。
他のキャラクタは「名字＋さん」、やまとだけは、「やまと」と呼ぶ。
名古屋学園2年Ａ組のクラス副委員長。
やまとが委員長なので、実質仕事はすべてみよがサポートしている。
態度、自尊心が大きい。
はにわが好きで、弁当箱もはにわ型。友情のしるしとしてはにわを渡す。
ナイスバディにあこがれている。
モチーフ:断夫山古墳
愛知県名古屋市熱田区旗屋町にある古墳。形状は前方後円墳。国の史跡に指定されている。
熱田神宮では「陀武夫御墓」と称するほか、古くは「鷲峰山」「団浮山」「段峰山」などとも表記された。

### 千代（仮）
千代（仮）
声 - ??
所属　758学園　高等部2年A組 17歳、身長164cm
引きこもりがちなキャラクタで、あまり素性が明かされていない。
ニコ生でも最初のキャラクタメイキング以来触れられることがなく、熱田の史跡をモチーフとするキャラクタでありながら、熱田中をめぐるボイスカードラリー「熱田まるごと収穫祭」においても、唯一カードの制作が行われなかった。
モチーフ:徳川家康幼時幽居地

### 湊ヒメ
湊ヒメ（みなと ひめ）
声 - 日笠陽子
所属　758学園　高等部3年
まひつ達にとっての先代生徒会長。
学園生徒全員に慕われる758学園の良心とでも言うべき存在。
本来生徒会の運営は3年生が行ってきたが、とあるイベントをきっかけにして全員が現2年生へ役職を譲渡した。
そのながれから、ヒメを含む先代生徒会の主要メンバーは皆、海外留学に出向いていることが多く、学園内で見かける事は稀である。
おしとやかな性格で、誰と話す時でも、一定のリズムを崩すことはない。
海洋生物全般に造詣が深く、イルカと会話することができる。
世を忍ぶ仮の姿がイルカショーのお姉さんであるが、普段とのあまりの違いに誰も気づかない。
モチーフ:名古屋港水族館
名古屋市港区、名古屋港ガーデンふ頭にある水族館。

### 黒鉄てんま
黒鉄てんま（くろがね てんま）
声 - 時枝奈々子
所属　758学園　中等部3年A組
莱まひつの事を慕い、憧れを抱いているが、まひつは自分のファンクラブを認めていないので、非公式ファンクラブにおいて、まひつに何かと詳しいので、代表扱いされている。
本人は将来的に学園の頂点に立つことを目指していて、その意味でも現会長のまひつの背中を追いかけている。
クロガネモチにちなみ、縁起のいいキャラクタ。
モチーフ:クロガネモチ

### 日野あやめ
日野あやめ（ひの あやめ）
声 - 森山由梨佳
所属　758学園　中等部3年A組
自他共に認める白鳥ユリのファンクラブの代表。
中学2年生の始業式の日にユリにナンパされ、そこから想い人になったことから、一途な思いをユリに寄せている。
てんまとは、幼馴染で仲良し、腐れ縁といったところもあるが、まひつ・ユリのどちらが学園No.1かの議論めぐっては対立関係。
ユリを「白鳥の君」と呼ぶ。
モチーフ:ハナショウブ

### 錦煌
錦煌（にしき きらら）
声 - 田村睦心
所属　758学園　高等部3年
758学園高等部3年、ヒメと同じく先代の生徒会メンバー。
新しいもの好き、噂に敏感
「事務所に確認してみます」が口癖 の元ジュニア アイドル（現在は勉学のため引退）
何かと恋のキューピット役を買って出る。
目線が高い
モチーフ:名古屋テレビ塔
愛知県名古屋市中区栄の久屋大通公園に立つ日本で最初に完成した集約電波塔

### 堀川先生
声 - 利根健太朗
所属　758学園　高等部2年A組　担任
やまとたちの担任で、奔放な生徒たちに手を焼きながらも理解のある人物。
モチーフとなっている堀川は、実際に2年A組のキャラクタ達のモチーフにつながりのある川となっていることから、担任の苗字に充てられた。
モチーフ:堀川
名古屋城から宮の渡し、そして名古屋港をつなぐ川。

## 用語
758学園（ナナゴウハチガクエン）
758のキャラクタ達が通う学校
少年ミリオン
りつ、きよめ、平子によって結成された音楽ユニット
七里隊士新鮮組
わたり、聖による、名古屋の平和を守るコンビ
森羅特装シュラバスター
ローカルヒーロー。ニコ生第14回のクリスマスSP回にゲスト登場。

## ニコニコ生放送/公開収録イベント
不定期に放送されている、名古屋学院大学商学部の学生主体で制作されている情報番組。
各キャラクタのモチーフ元の紹介やキャラクタ創作の過程、また声優のオーディションを行っている。番組では以下のコーナーが展開されている。
- Scoop758…名古屋の名所をレポートするコーナー
- 食レポ…名古屋の食の見所をリアルタイムで伝えるコーナー
- 設定大喜利…758のキャラクタ設定を大喜利形式で行うコーナー
- 生ドラマコーナー…ゲストによる生朗読によるコーナー
- 名古屋クイズ…クイズを通じて名古屋を知るコーナー
- Message for you…アンケートを通じてシチュエーションを決め、ゲストがアドリブでキャラクタを演じるコーナー
- グリズリーを探せ！…名古屋の名所に隠れる、グリズリーを見つけるコーナー
- 758すごろく…すごろくを通じて名古屋に詳しくなれるコーナー

以下は放送回・日時と主な内容である。便宜上、生放送が行われなかった公開収録イベント(後にVTRで放送されたイベント含む)についても取り扱う。
第一期ニコ生シリーズ…教室に勉強机を並べたセットから放送されたシリーズ。
第1回 (2014年4月30日放送 ゲスト出演者 洲崎綾)
Project758初回の放送。名古屋学院大学木船久雄学長と宮本哲也熱田区長のあいさつから始まった。ゲストに莱まひつ役の洲崎綾を招き、ひつまぶしをモチーフにしたプロジェクト第4のキャラクタ莱まひつのキャラ設定の大喜利、及び生アフレコが行われた。洲崎によるあつた蓬莱軒のひつまぶしの食レポも行われ、宮木区長がひつまぶしの食べ方をレクチャーした。
第2回 (2014年5月24日放送 ゲスト出演者 利根健太朗)
妙香園がモチーフのプロジェクト第5のキャラ、水流園妙のキャラクタ設定について 学生たちの上げる案を利根がジャッジする大喜利形式で行った。利根健太朗は陵やまとたちの担任である堀川先生役であり、番組内で生アフレコを行った。妙香園のスタッフによりお茶が用意され、その食レポを利根が行った。
第3回 (2014年5月30日放送 ゲスト出演者 長縄まりあ)
プロジェクト第1のキャラ陵やまと役の長縄まりあをゲストに迎え、名古屋市の河村たかし市長を表敬訪問する模様が伝えられた。宮の渡しをモチーフにした第6のキャラクタ宮野わたりを0％の状態から、大喜利や事前アイディアからキャラクタ設定を行う内容。 長縄がその場で生まれたばかりの宮野わたりを自分だったらどう演じるか、と生アフレコが行われた。
第4回 (2014年7月20日放送 ゲスト出演者 洲崎綾)
第一回に続き洲崎綾をゲストに放送。project758始まって以来、初の声優オーディションを行ない、宮野わたり役に田中春名が選ばれた。その後2人は生ドラマに出演した。
第5回 (2014年10月 6日放送 ゲスト出演者 洲崎綾)
まひつ役洲崎綾が2回連続での出演。この放送では新たに羽二重きよめ、亀芳・パリブレスト・りつ、宮小路平子の3体のキャラクタが発表され、キャラクタが総勢9体となった。キャラクタ設定大喜利では、洲崎綾が音楽ユニット結成の提案を採用した。洲崎によるユニット名提案は「三つ編み」だった。
第6回 (2014年11月14日放送 ゲスト出演者 長縄まりあ)
前回の放送で発表されたキャラクタのキャストとして、平子役に大西沙織、きよめ役に小澤亜李、りつ役に松田利冴が選ばれた。ゲストの長縄まりあは今回の制作キャラクタである高蔵聖の設定のジャッジを行った。
第7回 (2014年12月12日放送ゲスト出演者 中原麻衣、田中春名)
妙役の中原麻衣が亀屋芳広の“ぱふぱふ”の食レポ行った。また、名古屋の魅力に触れるクイズに挑戦する中、熱田球場がモチーフのキャラクタ、高蔵聖役を決める公開オーディションが同時に行われ、キャストが本渡楓に決定した。そして、水流園妙役の中原麻衣と宮野わたり役の田中春名とともに、三人で生ドラマコーナーに出演した。
第8回 (2015年1月17日放送 ゲスト出演者 高橋美佳子、佐倉綾音、田中春名、本渡楓)
初の大学外からの、白鳥庭園にての生放送が行われた。ゲストである、白鳥ユリ役高橋と白鳥しおり役佐倉に、田中と本渡が味噌煮込みうどんを作り、ふるまう、という内容で、高橋と佐倉が食レポを行った。カニみそを味噌煮込みうどんに入れるというイレギュラーもあった。番組終盤では高橋・佐倉による生ドラマコーナーが展開された。
第9回 (2015年1月26日放送 ゲスト出演者 洲崎綾)
宮木熱田区長と最多出演（5回）のまひつ役洲崎綾が出演し、食レポを行った。洲崎が司会をするという新たな試みを行い、名古屋学院大学の生徒とともに意見を出しあい、「千代」について、1から新キャラクタをつくりあげた。
第10回 3月15日ニコ生公開収録準備号 (2015年2月20日放送)
8面の大型ディスプレイのお披露目が行われた。じかに予定される公開生放送の準備回となっており、食レポも大喜利コーナーもなしで、ゲストの発表と公開生放送の参加者を抽選で決める模様が放送された。
第11回 公開生放送 (2015年3月15日放送 ゲスト出演者 長縄まりあ 洲崎綾 利根健太朗 田中春名 本渡楓 大西沙織 松田利冴 小澤亜李)
project758初の公開イベント公開生放送で過去最高人数の8人での公開アフレコが行われた。ここで13体目のキャラクタ制作、モチーフ元が名古屋港水族館であることを発表し、キャラ設定のための大喜利が行われた。アイムエンタープライズの津田マネージャーより、その場でキャストが日笠陽子であることが発表された。また、第一回から司会を務めてきた本田を含むスタッフの4年生が卒業のため、洲崎綾から花束が贈呈された。
第12回 (2015年7月5日放送 ゲスト出演者 日笠陽子 本渡楓)
新年度最初の放送で、司会も本田から、吉田・阿部コンビへと移行しし、それまでの放送の振り返りが行われた。新キャストである日笠が初登場。またプロデビューを果たした本渡が生ドラマで共演した。この放送でりつ・平子・きよめからなる音楽ユニット「少年ミリオン」の詳細が発表。恒例の食レポでは、ひつまぶしを試食した。
第13回 (2015年8月23日放送 ゲスト出演者 中原麻衣 長縄まりあ)
プロジェクト第11のキャラクタ、「車塚みよ」の声優オーディションの模様を中心に放送。また宮きしめん社長が見守る中での、中原・長縄による宮きしめんの食レポが行われる一幕もあった。オーディションにした合格した小清水勇魚は、その場で中原麻衣・長縄まりあと生ドラマ共演を行った。また、少年ミリオンのライブ計画が発表、長縄まりあ出演の番組「おざなり」とのコラボ企画等が公表された。
少年ミリオン 1stトーク＆ライブ (2015年9月27日開催 ゲスト出演者 大西沙織、小澤亜李、松田利冴、長縄まりあ)
生放送が行われなかった初のイベント（後の第15回でトークパートのVTRが放送された）。project758ニコ生定番の、食レポ・クイズ・大喜利の3コーナー及び、生ドラマ、そして音楽ライブが行われた。サプライズの形で長縄の『終わらない夏の続きを』が発表・歌唱された。大喜利コーナーではりつの双子の妹亀芳・フィナンシェ・あんなの設定大喜利が初の来場者を交える形で行われた。時間の都合でトッピング対決の宮きしめんが完成したものの、試食できないまま終わるといったハプニングがあった。
第二期ニコ生シリーズ…第14回放送からはレギュラーの放送場所が変更され、セットが立て込まれる「SP」シリーズに移行し、コーナーも多彩なものとなった。
第14回 クリスマスSP (2015年12月23日放送 ゲスト主演者 洲崎綾 田中春名 小清水勇魚)
クリスマス直前の放送ということで、クリスマスをテーマにしたカラフルなセットが組まれ、またみよ役小清水らが名古屋駅隣接の地下街エスカを歩いて回った特集、てんま・あやめ役の声優オーディション、そしてシュラバスターのゲスト登場、さらにオーディション合格生である時枝・松岡を含む5名での生ドラマと、盛りだくさんな内容が展開した。
第15回 バレンタインSP (2016年2月13日放送 ゲスト出演者 松田利冴)
バレンタインデー直前ということで、バレンタインデーの雰囲気でチョコフォンデュをつくる一幕からスタートした。また、9月のライブの際に間に合わなかった宮きしめんのトッピング食レポがおこなわれた。この放送内において、4月3日の公開生放送回の告知、そしてゲストが順番に発表された。
第16回 オールキャスト7時間58分生放送SP (2016年4月3日放送 ゲスト出演者 高橋美佳子 中原麻衣 日笠陽子 洲崎綾 大西沙織 長縄まりあ 小澤亜李 松田利冴 本渡楓 利根健太朗 田中春名 時枝奈々子 松岡由梨佳)
全二部構成で、第一部では構成作家のちゃんこ氏がてがけたトークコーナーに引き続き、少年ミリオンのライブ第二弾が行われた。第二部は利根健太朗がゲストを迎え対談する「堀川先生の部屋」として構成。二部ラストの生ドラマコーナーはゲスト全員が立ち並んでの圧巻の朗読劇が披露された。恒例の今後の展開発表コーナーでは、2016年度のproject758のキービジュアルとしてStudio五組によるビジュアルが公開され、同社の柴田社長がコメントの為登壇した他、ムック本の第二弾の制作が発表された。
第17回 白鳥庭園SP (2016年4月8日放送 ゲスト出演者 佐倉綾音 利根健太朗)
前回の公開収録に唯一参加のなかったしおり役、佐倉綾音が白鳥庭園で開催されるイベントの告知を兼ねたゲストとして参加。白鳥庭園にて行われる、白鳥しおりが関わる「リアル謎解きゲーム:白鳥水物語」の紹介が行われ、白鳥庭園の川島所長も訪れた。また、白鳥庭園で取り扱いがあるメニューの食レポも行われ、生ドラマコーナーでは、4月のドラマの後日談として、しおりと堀川先生との掛け合いが行われた。
第18回 新キャラ登場&少年ミリオンライブ情報SP (2016年6月5日放送 ゲスト出演者 田中春名 小清水勇魚 時枝奈々子 松岡由梨佳)
初の屋外で生放送が行われた回。第16体目のキャラクタのモチーフが「名古屋テレビ塔」に決定し、田中、小清水、時枝、松岡らが提案する設定を名古屋テレビ塔のスタッフがジャッジする中で、キャラクタ設定がなされた。同放送日、熱田区祭りが行われていたため、随所に花火の映像が流れた。
第19回 名古屋陸海空ラリーSP (2016年6月26日放送 ゲスト出演者 大西沙織)
名古屋テレビ塔のキャラクタ誕生を記念して、6月21日から名古屋を代表する3つの施設舞台に実施される『project758 陸海空ラリー』の情報公開を中心に行われた回。プロジェクト第16のキャラクタの「名古屋テレビ塔」がモチーフになっている「錦煌（にしききらら）」のキャストが田村睦心であることが発表された。また、7月24日に開催される少年ミリオンライブ「Live in A」の情報が発表された。
第20回 少年ミリオン トークライブSP (2016年7月24日放送  ゲスト出演者 大西沙織 小澤亜李 松田利冴 長縄まりあ)
初の名古屋以外、東京青山で開催された「少年ミリオン Live in A」の第一部トークパートが生放送された。構成は4月に引き続き、作家のちゃんこ氏が手掛けた。
少年ミリオン Live in A (2016年7月24日  ゲスト出演者 大西沙織 小澤亜李 松田利冴 長縄まりあ 本渡楓 時枝奈々子 松岡由梨佳)
上記第一部に引き続き、生放送が行われない形で展開した第二部。生ドラマコーナーから開始し、ここでシークレットゲストである時枝・松岡が登場した。また少年ミリオンおよび長縄によるライブ歌唱後には、少年ミリオンの新曲のタイトルとしてユニット曲「フィロソフィは午後の7時」りつ曲「セイギのミカタ」、平子曲「銀弾の狂詩曲 -シルバー・ブレット・ラプソディ-」、きよめ曲「とけあうこころ」のタイトルが発表され、フィロソフィのサビの一部がお披露目され、きよめ役小澤からは皆でできる振付を考える案が提案された。また、アイムエンタープライズ津田マネージャの采配により、同日別会場でイベントに出演していた聖役本渡楓がサプライズ登場し、聖ソロ曲の制作が発表された。さらに、本日のシークレットゲストであったてんま・あやめの楽曲の制作も発表となった。
第21回 生誕SP (2016年8月6日放送 ゲスト出演者 小澤亜李 長縄まりあ)
妙香園100周年の年であることや、ゲストである小澤亜李の誕生日にちなんで、うどんが振る舞われた。小澤へのサプライズとして、長縄が登場。ふたりで二人が出演するおざなりを観つつ生放送が行われるという構成が取られた。
第22回 ハロウィンSP (2016年10月30日放送 ゲスト出演者 田村睦心)
名古屋テレビ塔から中継がなされた回。第16体目のキャラクタの「錦きらら」のキャスト、田村睦心による食レポ、設定大喜利、テレビ塔のロケなどが行われた。この放送で、11月13日、名古屋港開港祭フレンドリーポート2016でのトークショウ、11月20日の公開収録イベントの日程が発表された。
フレンドリーポート2016 (2016年11月13日 ゲスト出演者 高橋美佳子 長縄まりあ 田中春名 小清水勇魚 時枝奈々子 松岡由梨佳)
初の、project758が主催でないイベントにおける公開トークイベント。名古屋港の開港祭であるフレンドリーポート2016において、ユリ役高橋、やまと役長縄らが出演し、クイズ対決や絵描き歌勝負などが行われた。(2017年2月時点でイベントの模様は放送されていない。)
第23回 　熱田丸ごと収穫祭直前SP (2016年11月13日放送 ゲスト出演者 高橋美佳子 長縄まりあ 田中春名 小清水勇魚 時枝奈々子 松岡由梨佳)
次回公開生放送に向けての告知があった回。名古屋港開港祭フレンドリーポート2016でのトークショウ出演の面々がそのままニコ生にゲストとして登場した。トークショウと同じチームでクイズが行われ、その正誤によって、その後の食レポの宮きしめんのトッピングが変化した。前日、高橋と長縄は名古屋港水族館を訪れており、生ドラマも、名古屋港水族館をキャラクタ達が訪れる、という内容であった。また、本放送にてアイムエンタープライズの津田チーフマネージャより、亀芳・フィナンシェ・あんな役のキャストに、関係各位の協力のもと松田颯水が決定したことが公表され、当人の音声コメントが流れたほか、翌週の「熱田まるごと収穫祭」のボイスカードラリーイベントにおいてりつ・あんな双子姉妹二人によるボイスカードが入手できることが告知された。
第24回 熱田まるごと収穫祭SP (2016年11月20日放送 ゲスト出演者 中原麻衣 大西沙織 小澤亜李 長縄まりあ 松田利冴)
名古屋学院大学内にて公開生放送形式で行われた。午前中の熱田まるごと収穫祭では、各所でキャラクタカードが配布された。
また7月のライブにて制作発表があった、各新曲の一部がお披露目された他、生ドラマではサプライズ登場として名古屋市河村市長が声の出演を果たした。また、恒例のイベント終盤の今後の展開発表では、2月に「project758 music live -うたをうたおう-」の開催が決定した事と、ラジオ関西にてラジオ番組『project758 presents小澤亜李 元気のでるラジオ!!』が1月よりスタートすることが発表され、ラジオ関西の荒木東京支社長が登壇し、コメントを行った。
第25回 クリスマスSP (2016年12月20日放送 ゲスト出演者 洲崎綾 田中春名 小清水勇魚 時枝奈々子 松岡由梨佳)
1年前のクリスマスSPに引き続き、同メンバーによるクリスマスSPが行われた。新企画として「758すごろく」のコーナーが展開。マス目によってキャラクタもチーフの解説を行ったり、と様々なコーナーが展開した。また、『project758 presents小澤亜李 元気のでるラジオ!!』の企画紹介などが行われ、生徒会ノートに洲崎が書き込むを行う一幕があった。
第26回 project758 小澤亜李元気のでるラジオ!!開始記念号 (2017年1月7日放送)
1月スタートの『project758 presents小澤亜李 元気のでるラジオ!!』開始を記念して特別にラジオの第1回放送をまるごと放送した回。本放送において、第二回以降がニコニコ生放送公式から放送されることが発表された。また2月12日に迫ったライブの詳細情報も発表され、「うたをうたおう」のコンセプトに準じ、新曲の歌唱箇所のポイント紹介が行われた。
project758 music live -うたをうたおう- (2017年2月12日開催 ゲスト出演者 大西沙織 小澤亜李 松田利冴 長縄まりあ 時枝奈々子 松岡由梨佳 小清水勇魚 田中春名)
少年ミリオンの新曲を中心にお披露目があったライブイベント。前半トークイベント、生ドラマ、ライブパートの構成はこれまでと同じく、一部構成のみとなった。トークパートは「小澤亜李元気のでるラジオ!!」の構成作家を務めるゆーやんが手掛けた。生ドラマ以降はてんま・あやめの物語であったり、観客と一体となって歌を歌う構成など、「うたをうたおう」のコンセプトに準じる形で展開し、最後にはアンコール曲として「フィロソフィは午後の7時」の全キャスト・観客での合唱が行われた。恒例の今後の展開発表では、聖曲のタイトルが『ビギン・ザ・ワールド』であること、また758の楽曲集として『project758 楽曲集(仮) 夢のアルバム』が制作予定であること、そして『あなたの心をメタモルフォーゼ』のフルサイズが収録されることが発表された。
第27回 (2017年2月26日放送 ゲスト出演者 本渡楓)
2016年度の放送として、4月3日のオールキャスト生放送以降の生放送では唯一ゲスト出演していなかった聖役、本渡楓がゲスト出演。
第30回 (2017年 6月5日放送 司会：松岡由梨佳 ゲスト出演者 小澤亜李 長縄まりあ)
屋外で生放送が行われた回。同放送日、熱田区祭りが行われていたため、随所に花火の映像が流れた。
第31回  project758 第3シーズン #04 (2017年7月 22日放送 司会：松岡由梨佳 ゲスト出演者 間島淳司 利根健太朗)
冒頭で全身銀色タイツで顔塗り姿の利根健太朗が番組を乗っ取る寸劇でスタート。
新キャラクター・観月先生のキャスティングが発表、演じる間島淳司が登場してツッコミを入れる形で本来の進行に入った。
第32回  project758 イベント情報発表号【2017年秋】(2017年 8月 20日放送)

| 放送回数 | 出演ゲスト | オーディション          | 放送日         | 備考         |
| -------- | --- | ----------------------- | -------------- | ------------ |
| 第1回    | 洲崎綾 |                         | 2014年4月30日  |              |
| 第2回    | 利根健太朗 |                         | 2014年5月24日  |              |
| 第3回    | 長縄まりあ |                         | 2014年5月30日  |              |
| 第4回    | 洲崎綾 | 田中 春名               | 2014年7月20日  |              |
| 第5回    | 洲崎綾 |                         | 2014年10月6日  |              |
| 第6回    | 長縄まりあ |                         | 2014年11月14日 |              |
| 第7回    | 中原麻衣 田中春名 | 本渡 楓                 | 2014年12月12日 |              |
| 第8回    | 高橋美佳子 佐倉綾音 田中春名 本渡楓 |                         | 2015年1月17日  |              |
| 第9回    | 洲崎綾 |                         | 2015年1月26日  |              |
| 第10回   | なし |                         | 2015年2月20日  |              |
| 第11回   | 公開生放送 洲崎綾 長縄まりあ 松田利冴 大西沙織 小澤亜李 利根健太朗 田中春名 本渡楓                                                                     |                         | 2015年3月15日  | 公開イベント |
| 第12回   | 日笠陽子 本渡楓 |                         | 2015年7月5日   |              |
| 第13回   | 中原麻衣 長縄まりあ | 小清水 勇魚             | 2015年8月23日  |              |
| イベント | 少年ミリオン1stトーク＆ライブ 松田利冴 大西沙織 小澤亜李 長縄まりあ                                                                                    |                         | 2015年9月27日  | 公開イベント |
| 第14回   | 洲崎綾 田中春名 小清水勇魚 | 時枝 奈々子 松岡 由梨佳 | 2015年12月23日 |              |
| 第15回   | 松田利冴 |                         | 2016年2月13日  |              |
| 第16回   | Get Ready For It -名古屋だよ全員集合- 洲崎綾 長縄まりあ 松田利冴 大西沙織 小澤亜李 中原麻衣 日笠陽子 利根健太朗田中春名 本渡楓 時枝 奈々子 松岡 由梨佳 |                         | 2016年4月3日   | 公開イベント |
| 第17回   | 佐倉綾音 利根健太朗 |                         | 2016年4月8日   |              |
| 第18回   | 田中春名 小清水勇魚 時枝 奈々子 松岡 由梨佳 |                         | 2016年6月8日   |              |
| 第19回   | 大西沙織 |                         | 2016年6月25日  |              |
| 第20回   | 大西沙織 小澤亜李 松田利冴 長縄まりあ |                         | 2016年7月24日  |              |
| イベント | 少年ミリオン Live in A 大西沙織 小澤亜李 松田利冴 長縄まりあ 本渡楓 時枝奈々子 松岡由梨佳                                                              |                         | 2016年7月24日  | 公開イベント |
| 第21回   | 小澤亜李 長縄まりあ |                         | 2016年8月6日   |              |
| 第22回   | 田村睦心 |                         | 2016年10月30日 |              |
| イベント | フレンドリーポート2016 高橋美佳子 長縄まりあ 田中春名 小清水勇魚 時枝奈々子 松岡由梨                                                                   |                         | 2016年11月13日 | 公開イベント |
| 第23回   | 高橋美佳子 長縄まりあ 田中春名 小清水勇魚 時枝奈々子 松岡由梨佳                                                                                        |                         | 2016年11月13日 |              |
| 第24回   | 熱田まるごと収穫祭 長縄まりあ 松田利冴 大西沙織 小澤亜李 中原麻衣 田中春名 小清水勇魚 時枝奈々子 松岡由梨佳                                            |                         | 2016年11月20日 | 公開イベント |
| 第25回   | 洲崎綾 田中春名 小清水勇魚 時枝奈々子 松岡由梨佳 |                         | 2016年12月20日 |              |
| 第26回   | ゲストなし |                         | 2017年1月7日   |              |
| イベント | project758 music live -うたをうたおう- 大西沙織 小澤亜李 松田利冴 長縄まりあ 本渡楓 時枝奈々子 松岡由梨佳 田中春名 小清水勇魚                          |                         | 2017年2月12日  | 公開イベント |
| 第27回   | 本渡楓 |                         | 2017年2月26日  |              |
| 第28回   | |                         | 2017年3月 日   |              |
| 第29回   | |                         | 2017年4月 日   |              |
| 第30回   | 小澤亜李 長縄まりあ 松岡由梨佳 |                         | 2017年6月5日   |              |
| 第31回   | 間島淳司 利根健太朗 松岡由梨佳 |                         | 2017年7月22日  |              |
| 第32回   | ゲストなし |                         | 2017年8月20日  |              |

## project758 生ドラマ
project758のニコニコ生放送、イベント内で展開される758学園のキャラクタによる朗読ドラマで、全てその場での生朗読によって展開されることが特徴となっている。また、公開イベントにおける生ドラマでは、必ず誰かキャラクタ達が「困ったなぁ」というシチュエーションに追い込まれ、そこに初登場ないしゲストキャラクタが物事を解決するべく登場する、という定番の展開が取られている。
ep.01『まひつとわたりのテスト勉強』(2014年5月第4回放送内）
出演：莱まひつ(洲崎綾)、宮野わたり(田中春名)
演出：津田昌宏 作：本田
わたりがまひつに勉強を教えてもらう中で、魚に博識なわたりのキャラクタが描かれる。田中はオーディション合格決定・発表後、そのまま本生ドラマに臨んだ。
ep.02『堀川に消ゆ』(2014年12月第7回放送)
出演：水流園妙(中原麻衣)、宮野わたり(田中春名)、高蔵聖(本渡楓)
演出：津田昌宏
高蔵聖のオーディション回のドラマ。オーディションはその回の生ドラマの台本を兼ねており、田中と同様、本渡も合格直後、妙役中原との共演に臨んだ。ドラマは、「新鮮組」を名乗り名古屋の平和を守る活動をしている高蔵聖と宮野わたりが、生徒会のノートが見当たらず困っている妙を助けるべく奮闘する。
ep.03『白鳥姉妹の冬休み』(15年1月第8回放送)
出演：白鳥ユリ(高橋美佳子)、白鳥しおり(佐倉綾音)
演出：津田昌宏 作：本田
しおりの部屋に訪れたユリがまったりと冬休みを過ごすエピソード。
ep.04『会長まひつのノートチェック』(2015年1月第9回放送内）
出演：莱まひつ(洲崎綾)
演出：津田昌宏  作：本田
まひつが間違えて持ち帰った、生徒会の面々が着けていた日記をチェックする、という内容。
ep.05『758学園 春休みの一コマ』(2015年3月第11回公開生放送内)
出演：莱まひつ(洲崎綾)、宮小路平子(大西沙織)、陵やまと(長縄まりあ)、羽二重きよめ(小澤亜李)、亀芳・パリブレスト・りつ(松田利冴)、宮野わたり(田中春名)、高蔵聖(本渡楓)、堀川先生(利根健太朗)
演出：津田昌宏  作：本田、入江陵慈
初の公開収録における、総勢8名による生ドラマ。春休みの学園内、堀川先生との会話の中で、クラスメイトの様子をみにいくことになったまひつ・やまと。りつ・きよめ・平子たちが自分たちの音楽活動(後の少年ミリオン)の方向性に悩んでいる中、新鮮組の2人が颯爽と現れ…、という展開。
ep.06『トルネードをめぐる小話』(2015年7月第12回放送内)
出演：湊ヒメ(日笠陽子)、高蔵聖(本渡楓)
演出：津田昌宏  作：犬塚・牧原・山下
熱田球場で練習中の聖の下に、ヒメがやってくる。二人はトルネードについて会話を交わすのだがどうもかみ合わず…？
ep.07『身体測定』(2015年8月第13回放送内)
出演：水流園妙(中原麻衣)、陵やまと(長縄まりあ)、車塚みよ(小清水勇魚)
演出：津田昌宏  作：犬塚・牧原・山下
身体測定という日が苦手なみよ。昨年は読者モデルのりつの前で苦い思いをしたことから、今年は妙の後ろに回り込んでやり過ごそうとするのだが、みよはそこで、普段気づかない妙の美貌に気づくことになる。
ep.08『少年ミリオンの危機』(2015年9月少年ミリオン 1stトーク&ライブイベント内)
出演：宮小路平子(大西沙織)、羽二重きよめ(小澤亜李)、亀芳・パリブレスト・りつ(松田利冴)、陵やまと(長縄まりあ)
演出：津田昌宏  作：入江陵慈
りつ・平子・きよめによる「少年ミリオン」として最初のライブ当日。開始直前に、サプライズゲストのやまと出演の情報が漏れていることに気付き焦る一同。開始直前で慌てふためくのだが…。
ep.09『758学園イブの出来事』(2016年12月第14回放送内)
出演：莱まひつ(洲崎綾)、宮野わたり(田中春名)、車塚みよ(小清水勇魚)、黒鉄てんま(時枝奈々子)、日野あやめ(松岡由梨佳) 声の出演：陵やまと（長縄まりあ）
演出：津田昌宏  作：犬塚・牧原・山下
758学園のクリスマスイブ恒例の仮装パーティを舞台に繰り広げられるドタバタ劇。まひつの非公式ファンクラブ代表としてを何とかサンタコスプレさせたいてんまと、ユリの公式ファンクラブ代表ながら当のユリが見当たらずふてくされているあやめ、仮装パーティの実行委員として奔走するみよ、仮装の方向性で悩むわたり、それぞれのドラマが展開し…。時枝・松岡はオーディション及びその合格発表後、そのまま本ドラマに参加した。
ep.10『りつとアンナのバレンタイン』(2016年2月第15回放送内)
出演：亀芳・パリブレスト・りつ、亀芳・フィナンシェ・あんな（松田利冴/一人二役）
演出：津田昌宏  作：犬塚・牧原・山下
毎晩パリに留学中に電話する姉りつと、双子の妹アンナの、バレンタインデーをめぐる会話。当時はまだあんなのキャストが決定していなかったため、松田が一人二役を演じる形となった。
ep.11『少女たちの漂流』(2016年4月第16回公開生放送内)
出演：湊ヒメ（日笠陽子）、白鳥ユリ(高橋美佳子)、水流園妙(中原麻衣)、莱まひつ(洲崎綾)、宮小路平子(大西沙織)、陵やまと(長縄まりあ)、羽二重きよめ(小澤亜李)、亀芳・パリブレスト・りつ(松田利冴)、宮野わたり(田中春名)、高蔵聖(本渡楓)、車塚みよ(小清水勇魚)、黒鉄てんま(時枝奈々子)、日野あやめ(松岡由梨佳)、堀川先生(利根健太朗) 声の出演：白鳥しおり(佐倉綾音)
演出：津田昌宏  作：入江陵慈
ドラマ時点でキャストが決定しているオールキャスト総出演による、23分にわたる生ドラマ。「チチカカ湖に行く」と言い残し消えたしおりを追ってペルーを目指した758学園2Aの面々だが、途中嵐に巻き込まれ、無人島に流れ着いてしまう。無人島からどう脱出するか、ここでどう生きていくのか、あてのない議論を行う中で、やまとらの様子が芳しくないことに気付き、やがて一同は絶体絶命のピンチに追い込まれる。
ep.12『少女たちの漂流　その後』(2016年4月第17回放送内)
出演：堀川先生(利根健太朗)、白鳥しおり(佐倉綾音)
演出：津田昌宏  作：入江陵慈
自分の受け持つクラスメイトが無人島に漂流していたことから始末書の作成に終われる堀川先生。その手伝いをするしおりとなぜ「チチカカ湖」をめぐる誤解が生じたのか、検証が始まる。
ep.13『少年ミリオンの危機 ふたたび』(2016年7月少年ミリオン Live in A内)
出演：宮小路平子(大西沙織)、羽二重きよめ(小澤亜李)、亀芳・パリブレスト・りつ(松田利冴)、陵やまと(長縄まりあ)、黒鉄てんま(時枝奈々子)、日野あやめ(松岡由梨佳)
演出：津田昌宏  作：入江陵慈
少年ミリオンの活動が好評のりつ・平子・きよめらは、東京青山でライブを開催することになる。が、青山のリア充オーラにあてられた平子は気を失い、同行していたやまとを含む一同は住宅街の中で迷ってしまう。このままではライブに間に合わない、一同は絶体絶命のピンチに追い込まれる。
ep.14『名古屋港水族館での出来事』(2016年11月第23回放送内)
出演：白鳥ユリ(高橋美佳子)、陵やまと(長縄まりあ)、宮野わたり(田中春名)、車塚みよ(小清水勇魚)、黒鉄てんま(時枝奈々子)、日野あやめ(松岡由梨佳)
演出：津田昌宏  作：入江陵慈
名古屋港水族館を訪れやまととデート気分を満喫できると期待したみよは、ユリと二人で楽しむやまとをみて落胆する。それは同じくユリと楽しめる時間を期待したあやめも同じだった。そこで一計を案じたみよ・あやめはてんま・わたりの協力の下、二人きりデートを実現すべく奔走するのだが…。
ep.15『生徒会執行部の危機』(2016年11月第24回公開生放送内)
出演：水流園妙(中原麻衣)、宮小路平子(大西沙織)、陵やまと(長縄まりあ)、羽二重きよめ(小澤亜李)、亀芳・パリブレスト・りつ(松田利冴)、宮野わたり(田中春名)、車塚みよ(小清水勇魚)、黒鉄てんま(時枝奈々子)、日野あやめ(松岡由梨佳) 声の出演：莱まひつ(洲崎綾)、カワムラ学園長(河村たかし名古屋市 市長)
演出：津田昌宏  作：入江陵慈
758学園生徒会が企画した「熱田まるごと収穫祭」イベントも無事終了を迎えようとしていたその時、会計処理のミスでこのままでは生徒会が解散しなくてはならない事態に追い込まれる。危機を回避するには生徒会長のまひつの承認が必要だが、まひつは朝から見当たらず、一同は絶体絶命のピンチに追い込まれる。名古屋市河村市長が学園長役として声の出演を果たした。
ep.16『聖夜に願いを』(2016年12月第25回放送内)
出演：莱まひつ(洲崎綾)、宮野わたり(田中春名)、車塚みよ(小清水勇魚)、黒鉄てんま(時枝奈々子)、日野あやめ(松岡由梨佳)
演出：津田昌宏  作：入江陵慈
何やら言い合いをしているまひつ・あやめとてんま。てんまは何やら思い悩んでいるようだが、その事を話そうとしない。逃げ出した先、みよ・わたりと話す中で、てんまは自らの迷いがどこにあるのか、自覚する。てんまはまひつと二人きりで、シートレインランドの観覧車に乗り話をすることを望み、まひつもそれを承諾する。イブの夜、二人の会話が始まる。1年前の生放送で行われた生ドラマ『758学園イブの出来事』から時系列的にも1年後のストーリー。
ep.17『あなたのきもち』(2017年2月 Music Live-うたをうたおう- 内)
出演:宮小路平子(大西沙織)、羽二重きよめ(小澤亜李)、亀芳・パリブレスト・りつ(松田利冴)、亀芳・フィナンシェ・あんな(松田颯水)、宮野わたり(田中春名)、車塚みよ(小清水勇魚)、黒鉄てんま(時枝奈々子)、日野あやめ(松岡由梨佳)、陵やまと(長縄まりあ)
演出：津田昌宏  作：入江陵慈
てんま・あやめがお互いの距離感で悩む中、相談に乗る平子・きよめ。仲直りのプランを練る中で、事態はさらに複雑な方向に展開する。絶体絶命のピンチにかけつけたのは…りつだった。あんな役の松田颯水が初登場。「うたをうたおう」をテーマとしたライブ内における生ドラマという事もあり、タイトルもきよめの楽曲「あなたのきもち」からとられているほか、ドラマの内容もきよめ・りつ・あんなの曲の内容とリンクする仕掛けが取られている。また、ep.11から続くてんま・あやめの物語の区切りとして二人の楽曲『千夜一夜の星降る夜に』を発表する流れに繋がっており、生ドラマコーナー後にそのまま、時枝・松岡によって楽曲の初披露・歌唱が行われた。
ep.20『花火燦（きら）めく夜のこと』(2017年6月第30回放送内)
出演：羽二重きよめ(小澤亜李)、陵やまと(長縄まりあ)

## 楽曲
758の楽曲は全て入江陵慈、松永龍也からなる音楽ユニット「7/f」によって制作が行われている。

### ボーカル曲
陵やまと(cv.長縄まりあ)
『あなたの心をメタモルフォーゼ』
うた: 陵やまと(長縄まりあ) 楽曲プロデュース: 7/f　作詞/project758 作曲/一ノ瀬裕明 編曲/松永龍也
projecot758ニコニコ生放送テーマソング
http://p758.jp/metamorphose.html
『終わらない夏の続きを』
うた: 陵やまと(長縄まりあ)楽曲プロデュース: 7/f 作詞/入江陵慈 作曲/一ノ瀬裕明 編曲/松永龍也
http://p758.jp/neverending_summer.html
少年ミリオン(亀芳・パリブレスト・りつ(松田利冴)、宮小路平子(大西沙織)、羽二重きよめ(小澤亜李))
『シークレットウオーター』
うた/少年ミリオン(松田利冴、大西沙織、小澤亜李) 楽曲プロデュース: 7/f 作詞/入江陵慈 作曲/松永龍也
http://p758.jp/sm_1st.html#sw
『フィロソフィは午後の7時』
うた/少年ミリオン(松田利冴、大西沙織、小澤亜李) 作詞/入江陵慈　作曲/松井龍也 楽曲プロデュース: 7/f 作詞/入江陵慈 作曲/松永龍也
http://p758.jp/sm_2nd.html#p7
宮小路平子(cv.大西沙織)
『銀月の騎士‐シルバー・ムーン・ナイト‐』
うた: 宮小路平子(大西沙織) 楽曲プロデュース: 7/f 作詞/入江陵慈 作曲/松永龍也
http://p758.jp/sm_1st.html#smn
『銀弾の狂詩曲‐シルバー・ブレット・ラプソディ‐』
うた: 宮小路平子(大西沙織) 楽曲プロデュース: 7/f 作詞/入江陵慈 作曲/松永龍也
http://p758.jp/sm_2nd.html#sbr
羽二重きよめ(cv.小澤亜李)
『あなたのきもち』
うた:羽二重きよめ(小澤亜李) 楽曲プロデュース: 7/f 作詞/入江陵慈 作曲/松永龍也
「小澤亜李元気のでるラジオ!!」OP曲
http://p758.jp/sm_1st.html#ank
『とけあうこころ』
うた:羽二重きよめ(小澤亜李) 楽曲プロデュース: 7/f 作詞/入江陵慈 作曲/松永龍也
「小澤亜李元気のでるラジオ!!」ED曲
http://p758.jp/sm_2nd.html#tk
亀芳・パリブレスト・りつ(cv.松田利冴)
『オカシなホテル』
うた: 亀芳・パリブレスト・りつ(松田利冴) 楽曲プロデュース: 7/f 作詞/入江陵慈 作曲/松永龍也
http://p758.jp/sm_1st.html#onh
『セイギのミカタ』
うた: 亀芳・パリブレスト・りつ(松田利冴) 楽曲プロデュース: 7/f 作詞/入江陵慈 作曲/松永龍也
http://p758.jp/sm_2nd.html#snm
『セイギのミカタ Ver.W』
うた: 亀芳・パリブレスト・りつ(松田利冴)亀芳・フィナンシェ・あんな(松田颯水) 楽曲プロデュース: 7/f 作詞/入江陵慈 作曲/松永龍也
亀芳・フィナンシェ・あんな(cv.松田颯水)
『セイギのミカタ ver.A』
うた: 亀芳・フィナンシェ・あんな(松田颯水) 楽曲プロデュース: 7/f 作詞/入江陵慈 作曲/松永龍也
『セイギのミカタ Ver.W』
うた: 亀芳・パリブレスト・りつ(松田利冴)亀芳・フィナンシェ・あんな(松田颯水) 楽曲プロデュース: 7/f 作詞/入江陵慈 作曲/松永龍也
高蔵聖(cv.本渡楓)
『ビギン・ザ・ワールド』
うた: 高蔵聖(本渡楓) 楽曲プロデュース: 7/f 作詞/入江陵慈 作曲/松永龍也
黒鉄てんま(cv.時枝奈々子)・日野あやめ(cv.松岡由梨佳)
『千夜一夜の星降る夜に』
うた: 黒鉄てんま(時枝奈々子)・日野あやめ(松岡由梨佳) 楽曲プロデュース: 7/f 作詞/入江陵慈 作曲/松永龍也

### そのほかの楽曲
AKDS
作曲/松永龍也　projecot758ニコニコ生放送2014エンディング
http://p758.jp/akds.html
Twinkle Star
作曲/松永龍也 projecot758ニコニコ生放送2014オープニング
http://p758.jp/ts.html
Snare’s　tone
作曲/松永龍也　projecot758ニコニコ生放送ゲスト登場BGM
http://p758.jp/st.html

## コンテンツ展開

### 小澤亜李のげんでる!!
2017年1月「小澤亜李 元気のでるラジオ!!」の名称でニコニコ生放送で配信開始。毎週日曜日 21:00 - 21:30 に配信されている番組。2017年1月7日の第1回放送は、ニコ生第26回放送と合わせての放送で以降はニコニコ動画公式放送である。当番組は、project758のキャラクタで758学園生徒会副会長「羽二重きよめ」が、学園のみんなの声に耳を傾け、みんなを元気に明るくするためラジオを始めた、という形で小澤亜李がリスナーの声に電話やハガキやFAXやメールやノートとありとあらゆる方法で耳を傾けつつ皆を元気づけるという番組である。
コーナー
- 『30秒電話チャレンジ！』

30秒間で番組から出題されるお題に応える、という企画。2017年2月の生ドラマ内で、きよめにチャレンジを打診されたあやめが「あの素人めった切りコーナーは…」と呼称していた。公開イベントでは『出張版 30秒電話チャレンジ！』が行われる。
- 『生徒会ノート(交換ノート)』

番組パーソナリティの小澤亜との交換ノート企画。小澤が書き込んだお題に対して返事をみんなで書き込む形式となっているほか、758キャストによる書き込みページもある。ノートは名古屋学院大学の白鳥キャンパス内チャペルに設置されている。
- 『ふつおた』

ふつうのおたより、ふつおたコーナー。よくあるWebフォームからの受付のほかに、FAXやハガキでも受け付けてる。
- 『758インフォ』

project758の展開や、名古屋のイベントなど、旬な季節の情報を紹介するコーナーだが、構成作家とディレクターと一緒に歌ったり、758本体のニコ生キャラクタが登場したりと比較的自由なコーナーである。

### CDアルバム
『少年ミリオン -シークレット・ウォーター-』
2016年4月3日リリース。少年ミリオンの1stアルバム。キャストによる収録直後の感想とリレートークを収めた「シークレット・トーク・トラック」、インストトラックを収録する。
- 01    シークレット・ウォーター / 少年ミリオン
- 02    銀月の騎士-シルバー・ムーン・ナイト- / 宮小路 平子 (cv. 大西 沙織)
- 03    あなたのきもち / 羽二重 きよめ (cv. 小澤 亜李)
- 04    オカシなホテル / 亀芳・パリブレスト・りつ (cv. 松田 利冴)
- 05    シークレット・トーク・トラック#01 松田 利冴
- 06    シークレット・トーク・トラック#02 小澤 亜李
- 07    シークレット・トーク・トラック#03 大西 沙織
- 08    オカシなホテル (off vocal)
- 09    あなたのきもち (off vocal)
- 10    銀月の騎士-シルバー・ムーン・ナイト- (off vocal)
- 11    シークレット・ウォーター (off vocal)

```
『少年ミリオン -フィロソフィは午後の7時-』
```

2017年2月12日リリース。少年ミリオンの2ndアルバム。前回に引き続きキャストによる収録直後の感想とリレートークを収めた「シークレット・トーク・トラック」、インストトラックを収録する。リレートークは前回の#03から引き続く形となっている。
- 01    フィロソフィは午後の7時 / 少年ミリオン
- 02    銀弾の狂詩曲-シルバー・ブレット・ラプソディ-  / 宮小路 平子 (cv. 大西 沙織)
- 03    とけあうこころ / 羽二重 きよめ (cv. 小澤 亜李)
- 04    セイギのミカタ / 亀芳・パリブレスト・りつ (cv. 松田 利冴)
- 05    シークレット・トーク・トラック#04 松田 利冴
- 06    シークレット・トーク・トラック#05 小澤 亜李
- 07    シークレット・トーク・トラック#06 大西 沙織
- 08    セイギのミカタ (off vocal)
- 09    とけあうこころ (off vocal)
- 10    銀弾の狂詩曲-シルバー・ブレット・ラプソディ- (off vocal)
- 11    フィロソフィは午後の7時 (off vocal)

```
『千夜一夜の星降る夜に』
```

2017年2月12日のライブで初お披露目となった同楽曲のサンプラーCDで、イベント入場者全員へプレゼントされた。楽曲はproject758ニコ生の初代エンディング曲をアレンジしたものであるため、原曲が収録されている他、20分にわたる少年ミリオンのアルバムでおなじみのシークレット・トーク・トラックを収録する。
- 01    聖夜一夜の星降る夜に / 黒鉄てんま(時枝奈々子)・日野あやめ(松岡由梨佳)
- 02    シークレット・トーク・トラック 時枝奈々子・松岡由梨佳
- 03    AKDS

『project758 楽曲集 夢のアルバム(仮)』
2017年2月12日のライブで制作が発表されたproject758の楽曲集。以下は発表時に公表された収録予定曲(収録曲順ではない)。発売時期未定。
- 　　あなたの心をメタモルフォーゼ / 陵やまと(長縄まりあ) ＊初収録
- 　　シークレット・ウォーター / 少年ミリオン(松田利冴、大西沙織、小澤亜李)
- 　　銀月の騎士-シルバー・ムーン・ナイト- / 宮小路 平子(大西沙織)
- 　　あなたのきもち / 羽二重 きよめ(小澤亜李)
- 　　オカシなホテル / 亀芳・パリブレスト・りつ(松田 利冴)
- 　　セイギのミカタ Ver.A / 亀芳・フィナンシェ・あんな(松田颯水) ＊初収録
- 　　ビギン・ザ・ワールド / 高蔵聖(本渡楓) ＊初収録
- 　　千夜一夜の星降る夜に / 黒鉄てんま(時枝奈々子)・日野あやめ(松岡由梨佳)
- 　　タイトル未定 / 車塚みよ(小清水勇魚) ＊初収録
- 　　終わらない夏の続きを / 陵やまと(長縄まりあ) ＊初収録

### アプリケーション
『白鳥庭園ガイドアプリ』
名古屋学院大学商学部が開発を手掛けた、白鳥庭園の見所を白鳥しおり(cv.佐倉綾音)がガイドするアプリケーション。iビーコンと連動するため、該当の場所に近づくだけでその場に応じたガイド音声が再生される。

### mook758

#### 『Vol.01』
project758の魅力を伝えるムック本。第一弾の特集は蓬莱軒を訪れるまひつ役洲崎綾、妙役中原麻衣が日本ナレーション演技研究所時代のエピソードをわたり役田中と対談する企画、ユリ役高橋、しおり役佐倉、やまと役長縄がキャラクタメイキングにチャレンジしてみた企画などが掲載されている。

## イベント
定期的に開催されているイベント。基本的に名古屋学院大学の構内にて開催されることが多い。

### トーク アンド ライブ
- project758 ニコニコ生放送 公開収録

開催日時：2015年3月15日
場所：名古屋学院大学 白鳥学舎クラインホール
抽選で150名が招待された
ゲスト 河村たかし 名古屋市市長 (映像出演)
出演
長縄まりあ(陵やまと役)　　洲崎綾(莱まひつ役)　　　　松田利冴(亀芳パリブレストりつ役)
大西沙織（宮小路平子役）　小澤亜李(羽二重きよめ役)　田中春名(宮野わたり役)
本渡楓(高蔵聖役)　　　　　利根健太朗(堀川先生、司会進行)
- 少年ミリオン 1stトーク＆ライブ

本イベントはクラウドファウンテングを用いて企画され、無事達成したことから開催の運びとなった。
日時：2015年9月27日
場所：ANAグランドプラザホテルグランコート名古屋　28階スカイバンケット「クリスタルルーム」
クラウドファンディング支援者150名
出演
松田利冴(亀芳パリブレストりつ役)　大西沙織（宮小路平子役）　小澤亜李(羽二重きよめ役)　長縄まりあ(陵やまと役)
- project758 Get Ready for it -名古屋だよ全員集合-

開催日時：2015年4月3日
場所：名古屋学院大学 白鳥学舎クラインホール
7時間58分放送と同時開催のイベントとして、2部制で展開された。
　ゲスト 内山高志　ボクシング選手 (映像出演)
　出演
長縄まりあ(陵やまと役)　 　洲崎綾(莱まひつ役)　　　 松田利冴(亀芳パリブレストりつ役)
大西沙織(宮小路平子役）　小澤亜李(羽二重きよめ役)　田中春名(宮野わたり役)
本渡楓(高蔵聖役)　　　 　　利根健太朗(堀川先生、司会進行)
時枝奈々子（黒鉄てんま）　松岡由梨佳（日野あやめ役）
　第一部出演
大西沙織・小澤亜李・長縄まりあ・松田利冴・本渡楓
　第二部出演
洲崎綾・高橋美佳子・中原麻衣・日笠陽子・利根健太朗
小清水勇魚・松岡由梨佳・時枝奈々子
- 少年ミリオン「Live in A」

開催日時：2016年7月24日
場所：東京 南青山 Future SEVEN
初の名古屋市以外での公開放送、ライブが行われた。
前半パートはニコ生にて公開され、後半のライブののちには、新曲発表がされた。
- 名古屋港開港祭フレンドリーポート 2016：ポートドリームプロジェクトステージ

開催期間：2016年11月13日
場所：名古屋港ガーデンふ頭 「つどいの広場」
- project758 熱田まるごと収穫祭(トークイベント)

開催日時：2016年11月20日
場所（公開生放送）：名古屋学院大学 白鳥学舎クラインホール
熱田をモチーフとするキャラクタ達のボイスカードを入手できるラリーイベントの開催と、公開生放送からなるイベントが開催された。
　出演
長縄まりあ(陵やまと役)　 　洲崎綾(莱まひつ役)　　　　 松田利冴(亀芳パリブレストりつ役)
大西沙織（宮小路平子役）　小澤亜李(羽二重きよめ役)　　田中春名(宮野わたり役)
本渡 楓(高蔵聖役)　　　 　　利根 健太朗(堀川先生、司会進行)
時枝奈々子（黒鉄てんま）　松岡由梨佳（日野あやめ役）
- project758 MUSWIC LIVE うたをうたおう

開催日時：2017年2月12日
場所：名古屋学院大学 白鳥学舎クラインホール
　出演
長縄まりあ(陵やまと役)　 　 松田利冴(亀芳パリブレストりつ役)
大西沙織（宮小路平子役）　小澤亜李(羽二重きよめ役)　　松田颯水(亀芳フィナンシェあんな役)
時枝奈々子（黒鉄てんま役）　松岡由梨佳（日野あやめ役）田中春名(宮野わたり役)
小清水勇魚（車塚みよ役）

### 体験型イベント
- リアル謎解きゲーム 白鳥水物語 ～白鳥しおりと解き明かす幻の水の伝説～

開催期間：2016年4月9日(土)～5/29日(日)
場所：白鳥庭園
白鳥庭園中を舞台に、数々の難問を解くリアル謎解きゲームイベント。
しおりによる、ガイドアプリがあり、散策中に音声が流れた。
- project758 名古屋　陸海空トライアングルラリー

開催日時：2016年6月21日～7月31日
場所：白鳥庭園、名古屋港水族館、名古屋テレビ塔
期間中、上記三施設を訪れると、しおり、ヒメ、煌の録り下ろされたボイスカードが入手できた。
- project758 熱田まるごと収穫祭(カードラリー)

開催日時：2016年11月20日
場所（カードラリー）：熱田区
熱田をモチーフとするキャラクタ達のボイスカードを入手できるラリーイベントの開催と、公開生放送からなるイベントが開催された。